# 宮本武蔵駅
宮本武蔵駅（みやもとむさしえき）は、岡山県美作市今岡にある、智頭急行智頭線の駅である。

## 歴史

### 年表
- 1994年（平成6年）12月3日：智頭線開業と同時に設置[1][2]。
日本国有鉄道（国鉄）智頭線として計画された当初は駅設置の予定がなかったが、1987年（昭和62年）の工事再開後に地元の強い要望により設置が決まった。
- 2002年（平成14年）12月8日：大河ドラマ「武蔵 MUSASHI」の放映に合わせ、岡山駅 - 大原駅間に臨時特急「武蔵」が翌2003年2月23日までの土曜・日曜に1往復運行され、当駅に停車[3][4]。
- 2003年（平成15年）3月1日：特急「いなば」1号が6月30日まで臨時停車[4]。
- 2009年（平成21年）
  - 8月10日：台風9号の影響による大雨の被害により、一時的に列車の発着がなくなる。
  - 8月29日：智頭線普通列車の全面運転再開により、列車の発着が再開。

### 駅名の由来

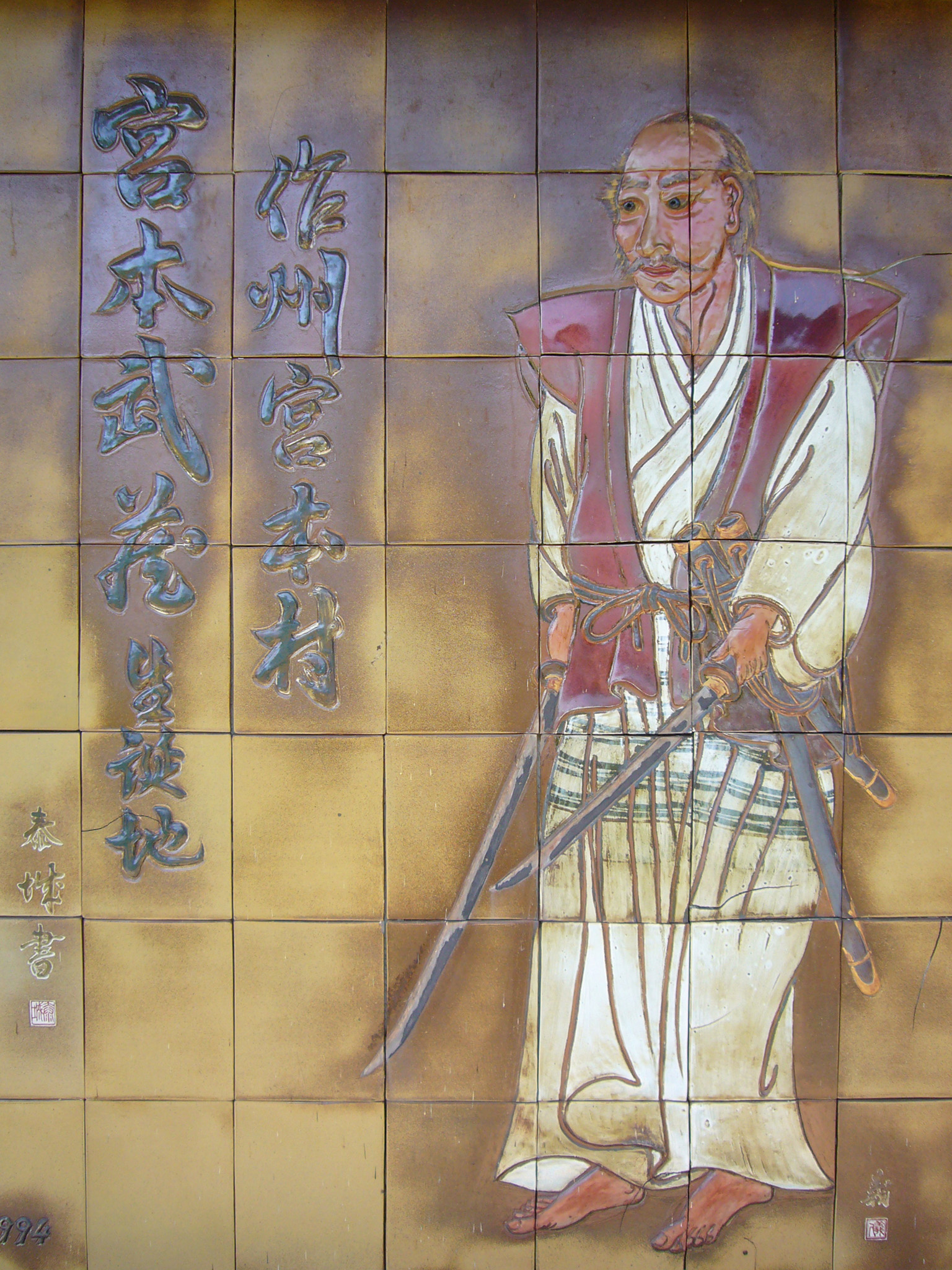
ホームには「作州宮本村 宮本武蔵生誕地」という肖像画がある

宮本武蔵駅付近一帯が宮本武蔵の生誕地とする説があることから命名された。ただし、宮本武蔵の出生地については諸説があるため、宮本武蔵#出生地も参照のこと。仮に美作国宮本村説が正しくとも、当駅は宮本地区には存在せず隣の今岡地区に存在する。

## 駅構造
智頭方面に向かって左側に単式ホーム1面1線を有する。盛土区間だが、ホームは高架構造である。無人駅であり、自動券売機等の乗車券購入設備はない。地上から階段を上がった所に、待合室程度の駅舎があり、そこを抜けるとホームになる。
地上にも待合所があり、自動販売機やトイレが設置されている。

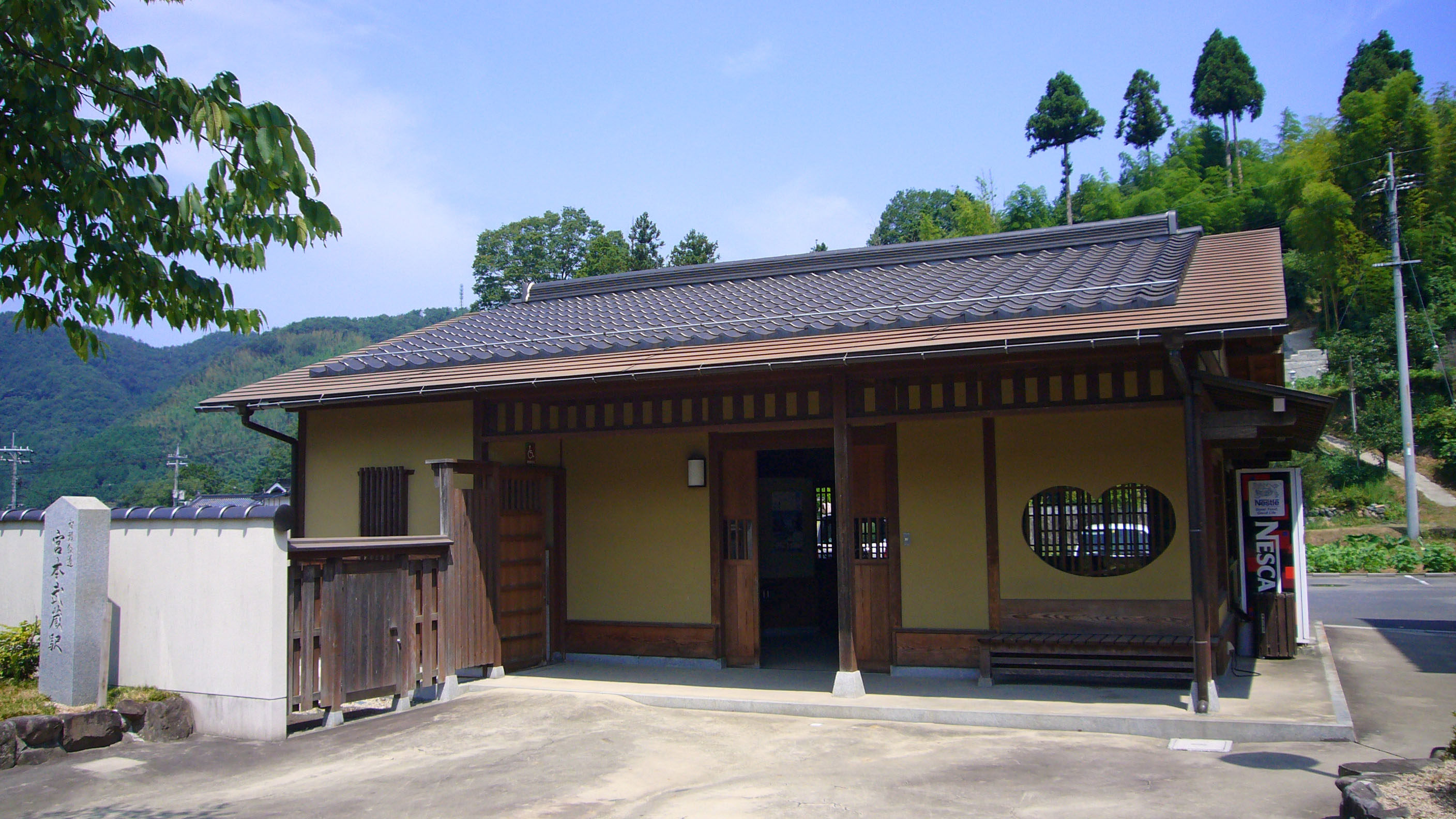
待合所（2006年8月）
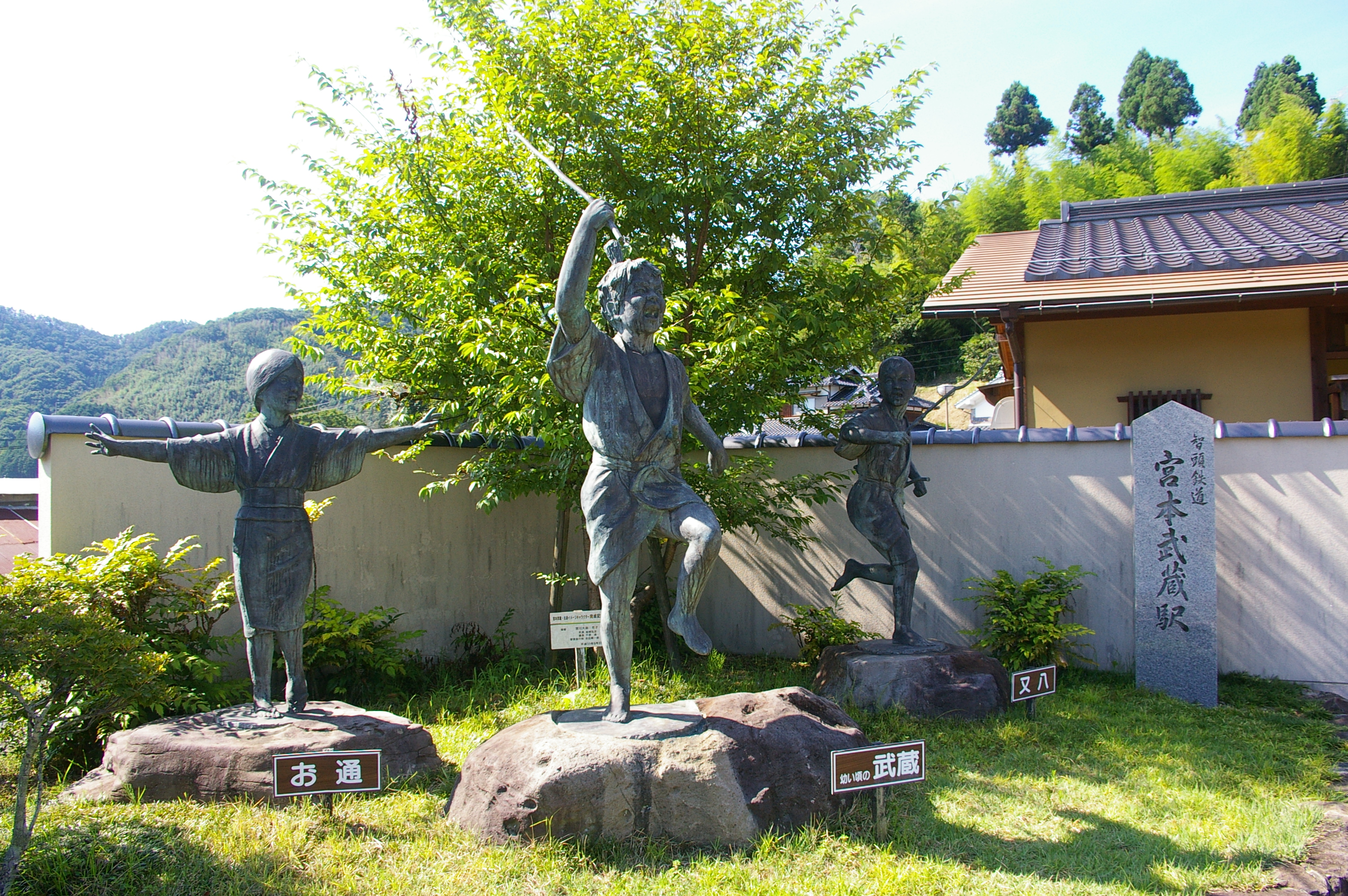
宮本武蔵・お通・又八の像
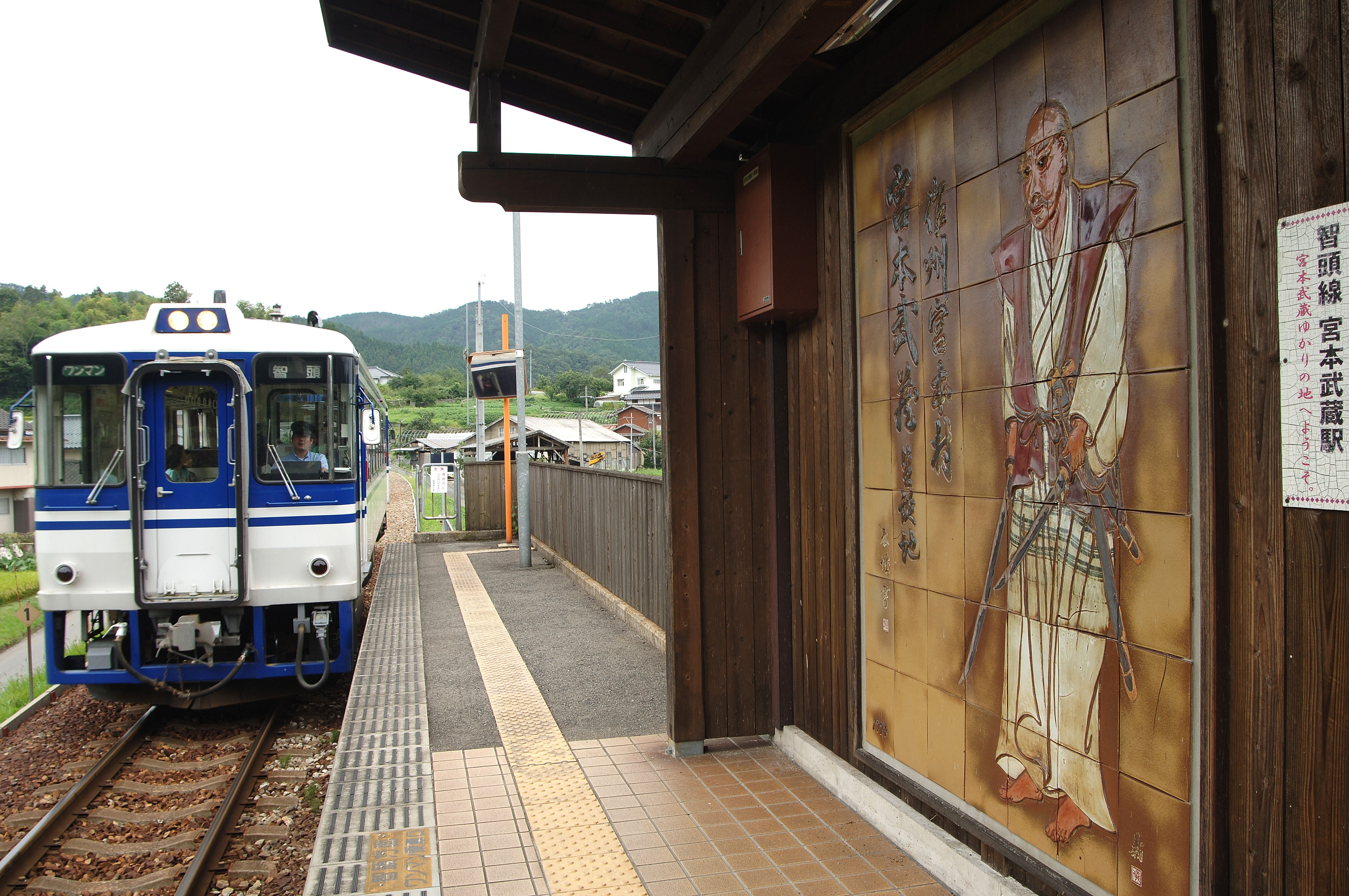
ホーム（2022年6月）

## 利用状況
| 1日乗降人員推移 | 1日乗降人員推移 |
| 年度            | 1日平均人数     |
| --------------- | --------------- |
| 2018年          | 10              |

## 駅周辺
田園と集落が広がっており、西へ少し離れた所を吉野川が流れる。永ちゃん田んぼ（矢沢永吉を表現した田んぼアート）はこの対岸にある。東側を高速道路が並行し、付近にはインターチェンジがある。なお、駅名の由来となった宮本武蔵に関連する施設は南側に集約されており、その総称として「武蔵の里」と呼ばれることがある。
- 武蔵の里大原観光協会[14]
- 宮本武蔵顕彰武蔵武道館
- 武蔵資料館
- 宮本武蔵誕生記念碑[15]
- 宮本武蔵生家跡[16]
- 宮本武蔵供養塔
- 宮本武蔵一族の墓
- 平尾家[17]
- 陸軍大将荒木貞夫謹書忠魂碑
- 高岡薬師堂
- 讃甘神社
- 武蔵神社[18]
- 小坂神社[19][20]
- 美作市立大原中学校
- 美作市立大原小学校
- むさしこども園[21]
- 讃甘郵便局
- 鎌坂峠つつじ園[22]
- 今岡地域気象観測所[23] - アメダス観測所（岡山地方気象台）
- 鳥取自動車道大原IC
- 国道373号
- 国道429号
- 岡山県道5号作東大原線
- 岡山県道・兵庫県道240号下庄佐用線
- 美作市営大原バス「今岡公会堂」停留所・「小坂神社」停留所
- 吉野川

## 隣の駅
智頭急行
■智頭線
石井駅 - 宮本武蔵駅 - 大原駅